# Diawala
Diawala – miasto w północnej części Wybrzeża Kości Słoniowej w departamencie Ferkessédougou, blisko granicy z Burkina Faso. Miasto jest położone około 135 km na północ od miasta Korhogo.
W Diawali urodził się Guillaume Soro, przywódca Ruchu Patriotycznego Wybrzeża Kości Słoniowej (MPCI) i premier Wybrzeża Kości Słoniowej.

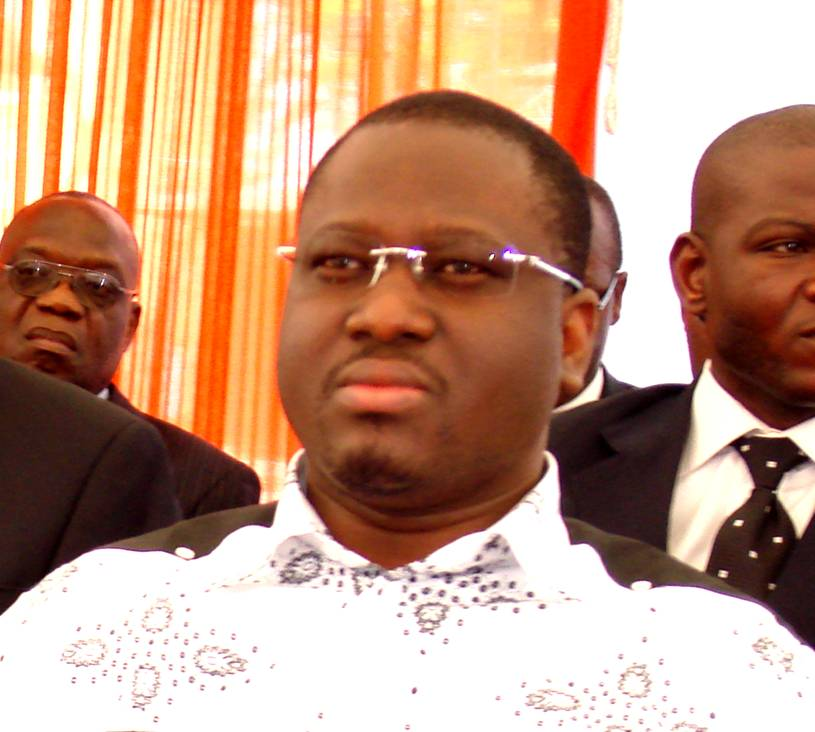
Guillaume Soro – premier Wybrzeża Kości Słoniwej